# Stanislav Andreev
Stanislav Andreev (Uzbek Cyrillic: Станислав Андреев; sinh ngày 6 tháng 5 năm 1988 ở Tashkent) là một cầu thủ bóng đá từ Uzbekistan. Anh thường thi đấu ở vị trí tiền vệ phòng ngự. Hiện tại anh thi đấu cho FC Pakhtakor Tashkent ở Giải bóng đá vô địch quốc gia Uzbekistan. Anh là thành viên của đội hình Uzbekistan tham dự Cúp bóng đá châu Á 2011.

## Sự nghiệp
Anh thi đấu cho Pakhtakor Tashkent kể từ năm 2007.

## Sự nghiệp quốc tế
Andreev thi đấu cho đội tuyển quốc gia ở Cúp bóng đá châu Á 2011.

### Bàn thắng quốc tế
Tỉ số và kết quả liệt kê bàn thắng của Uzbekistan trước.
| Bàn thắng | Ngày                 | Địa điểm                                        | Đối thủ  | Tỉ số | Kết quả | Giải đấu                                     |
| --------- | -------------------- | ----------------------------------------------- | -------- | ----- | ------- | -------------------------------------------- |
| 1.        | 25 tháng 2 năm 2012  | Sân vận động World Cup Jeonju, Jeonju, Hàn Quốc | Hàn Quốc | 2–3   | 2–4     | Giao hữu                                     |
| 2.        | 17 tháng 11 năm 2015 | Sân vận động Grand Hamad, Doha, Qatar           | Yemen    | 3–0   | 3–1     | Vòng loại giải vô địch bóng đá thế giới 2018 |

## Danh hiệu

### Câu lạc bộ
- Giải bóng đá vô địch quốc gia Uzbekistan (3): 2007, 2012, 2014
- Á quân Giải bóng đá vô địch quốc gia Uzbekistan (3): 2008, 2009, 2010
- Cúp bóng đá Uzbekistan (3): 2007, 2009, 2011

### Quốc tế
- Hạng tư Cúp bóng đá châu Á: 2011